# Fremder Freiheitsschacht

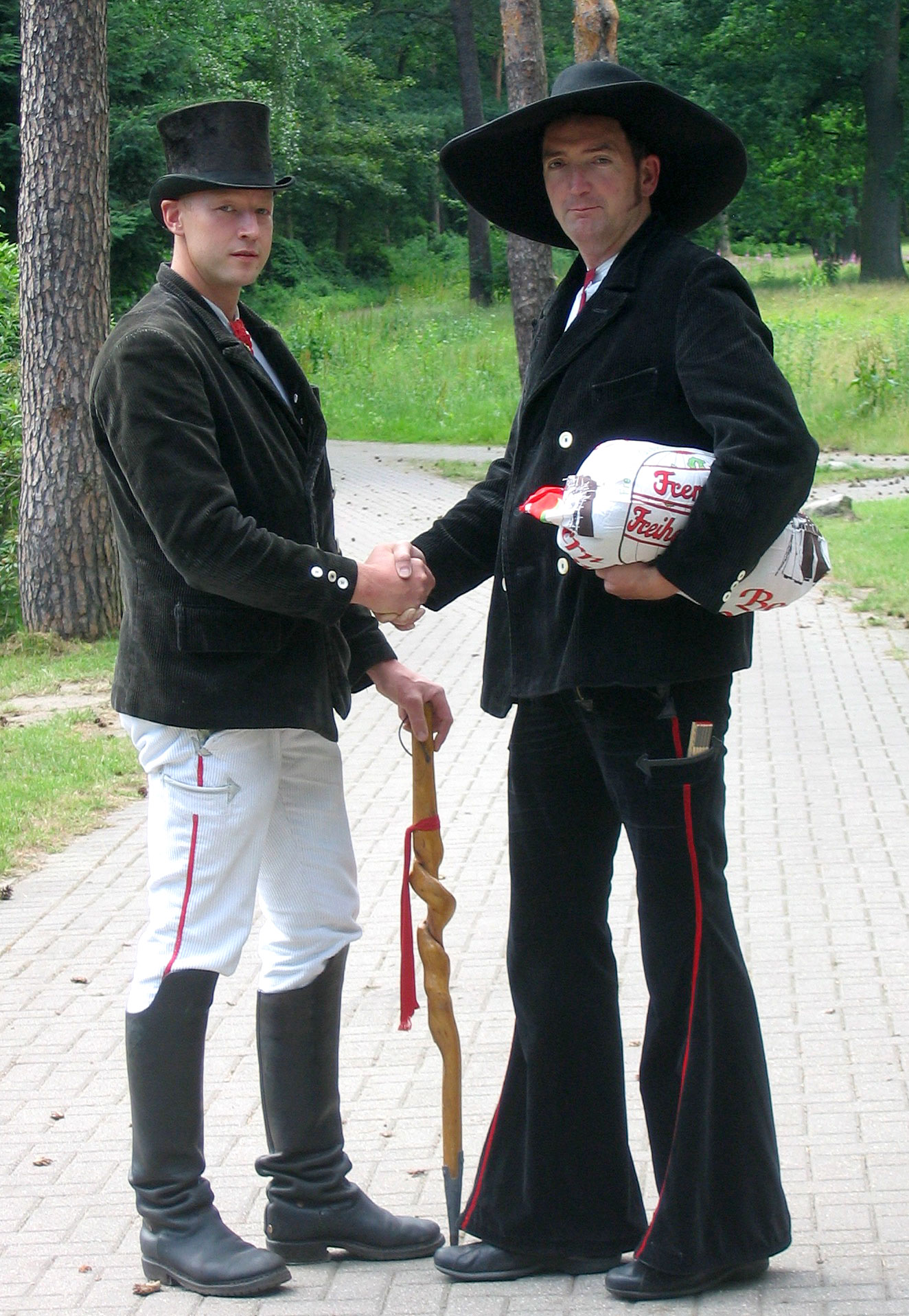
Zwei Fremde Freiheitsbrüder

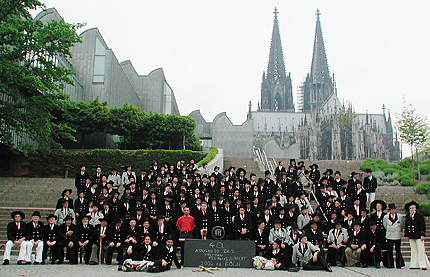
Kongress in Köln 2002

Gesellschaftsfoto der Fremden Freiheitsbrüder, Düsseldorf, 1923

Der Fremde Freiheitsschacht ist eine Gesellenvereinigung von Bauhandwerksgesellen. Er wurde am 1. Mai 1910 in Bern von Hermann Schäfer an der Spitze und 22 „vogtländischen“ (freireisenden) Maurergesellen gegründet. Als Erkennungszeichen tragen die fremden Freiheitsbrüder die „Rote Ehrbarkeit“ (Schlips) mit Handwerkswappennadel als Zeichen der Zugehörigkeit. Bis zum ersten Kongress hieß er noch „Fremder Pisspottschacht“. Daher kommt auch der Spitzname Schwenker, eigentlich ein Schimpfwort. Zur Verstärkung ist 1914 der Spinnschacht, der nur aus Zimmerleuten bestand, dem Fremden Freiheitsschacht geschlossen beigetreten.

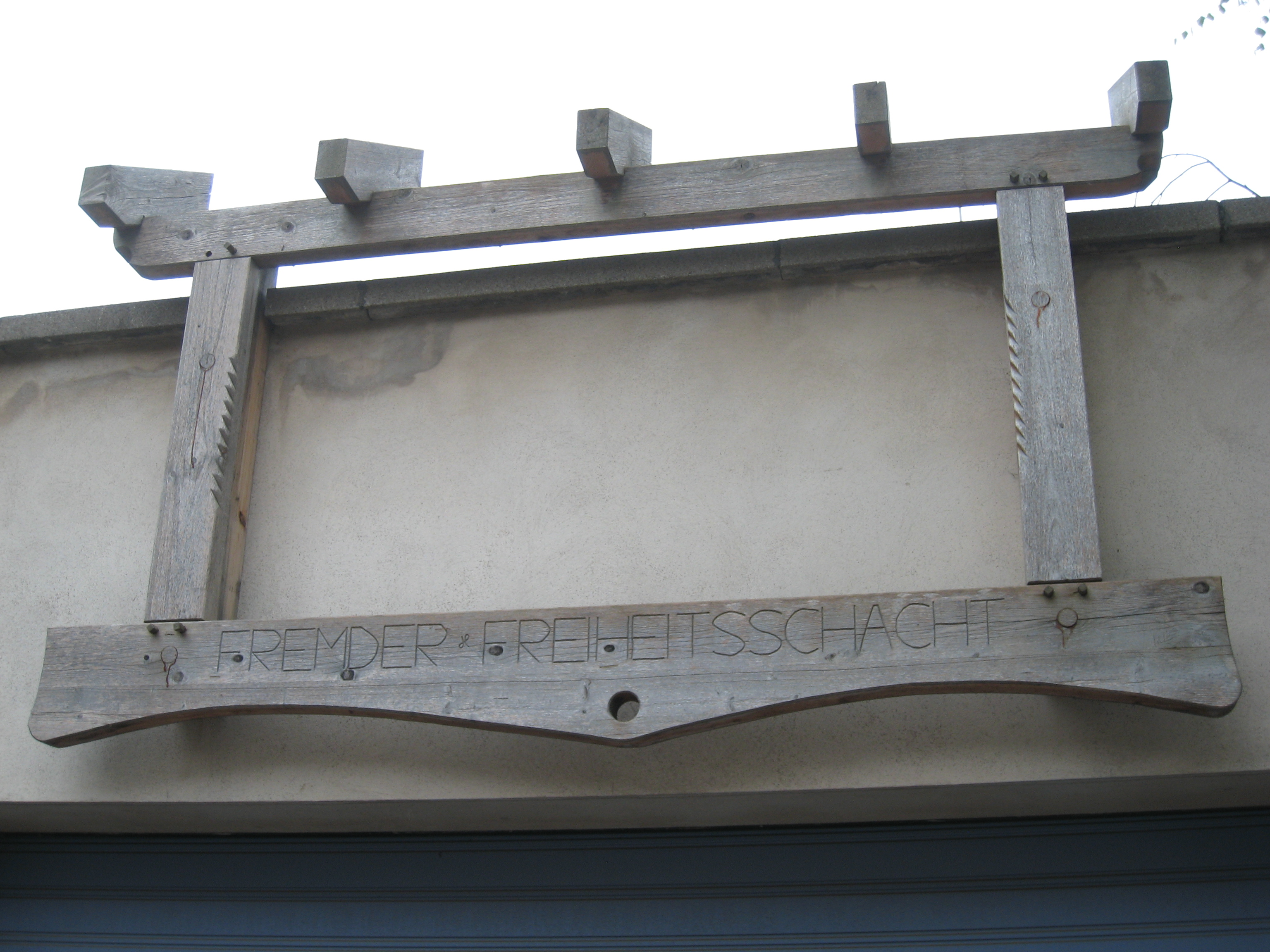
Tafel an der ehemaligen Bude in Greußen, Lindenstraße 23

Ziel des Fremden Freiheitsschachts ist die Pflege des Brauches für Bauhandwerksgesellen nach der Lehrzeit auf Wanderschaft zu gehen und das Reisen unter Bauhandwerkern zu fördern und zu verbreiten. Jeder männliche Maurer, Zimmerer, Dachdecker, Schreiner, Steinmetz, Betonbauer, Fliesenleger und Steinsetzer, der sich für drei Jahre und einen Tag verpflichtet seinen Heimatort bis auf 50 Kilometer zu meiden, der einen Gesellenbrief hat, unverheiratet und Mitglied einer Gewerkschaft ist, keine Schulden und keine Kinder hat, kann im Fremden Freiheitsschacht reisen.	
Der Schacht ist in allen größeren Städten mit Herbergen (Buden) vertreten wie:
Flensburg, Hamburg, Marschacht, Bielefeld, Berlin, Hannover, Hagen, Bonn, Goslar, Uslar, Weimar, Dresden, Leipzig, Heidelberg, Kenzingen, Saarbrücken, Landshut, Nürnberg, Wildpoldsried; in der Schweiz in Winterthur und Genf sowie: Calgary/Kanada, Kansas/USA, Buenos Aires/Argentinien und Cairns/Australien.
Die Kluft ist die traditionelle Arbeitskleidung, die während der ganzen Wanderschaft getragen werden muss. Wechselwäsche, Arbeitskleidung und Handwerkszeug werden in einen Charlottenburger gewickelt: ein quadratisches Tuch von 80 mal 80 cm. Ein Stenz, der gedrehte Wanderstock, gehört auch zur Ausstattung.
Nach drei Jahren Reisezeit kann sich der Fremde Freiheitsbruder einheimisch melden. Erst dann kann er wieder nach Hause gehen. Er sieht es als seine Pflicht, sich als einheimisch Fremder Freiheitsbruder weiterhin für den Schacht einzusetzen, und ist somit ein Garant für das Fortbestehen des Fremden Freiheitsschachts. Bricht der Fremde die Wanderschaft ab oder begeht eine schwerwiegende Verfehlung, wird er zum „Speckjäger“ erklärt und vom Fremden Freiheitsschacht ausgeschlossen.
Der Fremde Freiheitsschacht trat 1980 in die C. C. E. G. (Confederation Compagnonnages Européens), die Europäischen Gesellenzünfte ein, in denen auch andere Schächte Europas vertreten sind. Frauen werden nicht erwandert.